# Jacira Ferreira
Jacira Ferreira (Maputo, 16 de dezembro de 1997) é uma atleta moçambicana de judo, convidada a competir nos Jogos Olímpicos de Verão de 2024.

## Percurso
Jacira Ferreira nasceu em Maputo em 1997.
Em 2015, aos 17 anos de idade, Jacira fez o seu debut ao participar nos Jogos Africanos em Congo Brazaville. Posteriormente, aos 19 anos de idade, fez parte do campeonato Mundial de Seniores em Budapeste, na Hungria.
A judoca participou no Campeonato Mundial de Judo de 2017, e participou também em três Campeonatos Mundiais e já esteve presente por duas vezes nos Jogos Africanos.
Em maio de 2024, Jacira estava entre as 12 melhores judocas africanas na sua categoria, os 52kg. Ela foi a terceira atleta moçambicana a conseguir a qualificação para os Jogos Olímpicos, depois de Alcinda Panguana (boxe) e Deisy Nhaquile (vela).
Ferreira tem mais um feito, tornou-se a primeira mulher moçambicana a participar nas olimpíadas na modalidade 52 quilos, onde, em 2024, no ranking mundial ocupava a posição 72.
Ela está na lista dos atletas que vão representar Moçambique nos Jogos Olímpicos de Verão de 2024. Qualificou-se através do mecanismo de universalidade olímpica, ou seja, participou na prova na condição de convidados. Estas vagas de Universalidade são a oportunidade para atletas de Comitês Olímpicos Nacionais sub-representados fazerem parte dos Jogos Olímpicos de Verão de 2024. Essas vagas são projetadas para aumentar a diversidade das nações participantes no programa Olímpico.

## Palmarés
| Ano  | Competição                   | Classificação |
| ---- | ---------------------------- | ------------- |
| 2019 | African Open Yaounde         | bronze        |
| 2020 | African Open Dakar           | bronze        |
| 2023 | African Open Algiers         | bronze        |
| 2023 | African Judo Open de Yaoundé | bronze        |
| 2024 | African Open Luanda          | prata         |
| 2024 | African Open Marrakech       | bronze        |
| 2024 | African Open Abidjan         | bronze        |